# Maximilianus Transylvanus

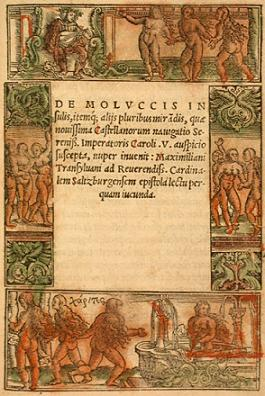
De eerste editie van Transylvanus' verslag

Maximilianus Transylvanus (circa 1490 – circa 1538), ook bekend als Maximiliaen von Sevenborgen, was een zestiende-eeuwse schrijver, gevestigd in de Zuidelijke Nederlanden. Hij publiceerde een van de eerste verslagen van de wereldreis (1519-1522) onder leiding van Magellaan en Elcano. Na interviews met de overlevenden van het schip Victoria stelde hij zijn verslag op. Omdat hij een familielid was van Cristóbal de Haro, de financier van de expeditie, had hij nauwe banden met de organisatoren. Zijn werk De Moluccis Insulis is, samen met de kroniek van Antonio Pigafetta, een belangrijke bron van kennis over de historische expeditie.

## Afkomst
Over de afkomst van Maximilianus Transylvanus zijn historici het niet eens. Sommigen houden het erop dat hij uit de Zuidelijke Nederlanden kwam, anderen noemen Transsylvanië.

### Vlaamse afkomst
Ondanks zijn achternaam, zegt men dat Transylvanus uit Vlaanderen afkomstig was, en een natuurlijke of een bastaardzoon was van aartsbisschop Matthäus Lang von Wellenburg.
Geleerden wijzen op een Vlaamse herkomst want:
- Transylvanus was getrouwd met Frances, die een nicht van Cristóbal de Haro was, de in Lissabon werkende koopman die een vriend en geldschieter van Magellan was. Zij was de dochter van Jacob de Haro, het hoofd van een handelsbedrijf gevestigd in Antwerpen.
- Transylvanus had veel connecties met Brussel. In een stuk Latijnse poëzie stelt hij dat hij Transylvanus als achternaam had omdat hij een van de vele diplomaten was die naar Transsylvanië werden gezonden, dat toen deel uitmaakte van het koninkrijk Hongarije.
- Lang von Wellenberg, zijn vermoede vader, geboren in 1469 in een burgerfamilie, onderging de wijding tot geestelijke in 1519, lang na Transylvanus geboorte.
- Transylvanus liet in 1529 een renaissancepaleis bouwen te Brussel en overleed er rond 1538.

### Zevenburgse herkomst
Sigismund von Herberstein (1486-1566), diplomaat, schrijver en historicus noemt hem Maximilian von Sibenpergen, terwijl Konrad Peutinger (1465-1547), de humanist, hem kent als Maximilian Sybenberger, beiden duidelijk verwijzend naar de Duitse naam van Transsylvanië: Siebenbürgen. Zij waren ook tijdgenoten en waarschijnlijk persoonlijke vrienden van Maximilianus.
Een van de belangrijkste argumenten in het voordeel van de Zevenburgse herkomst van Maximilianus: de in 1534 gedateerde brief van de vermaarde humanist en bisschop van Pécs (later aartsbisschop van Esztergom, Nicolaus Olahus noemt hem in een brief "noster  Maximilianus Transylvanus", dat wil zeggen "onze  Transsylvaanse Maximilianus", met wie hij een goede vriend werd in Brussel, verbonden door hun gedeelde afkomst: "op basis van ons gemeenschappelijke vaderland zijn wij zeer bevriend met elkaar, zoals hij zegt, ... (pro ea, quae inter Nos ob Patriam communem intercedit familiaritas ut IPSE dicit, ergo quoque ita credo, non vulgaris)" Nicolaus Olahus was afkomstig van Transsylvanië; hij werd geboren in Hermannstadt, tegenwoordig Sibiu in Roemenië.

## Secretaris van Karel V
In 1520 gaf Transylvanus in Augsburg, een werk uit dat de kroning beschrijft van Karel V in 1519 in Molins de Rei als keizer van het Heilige Roomse Rijk. Dit is de Legatio ad sacratissimum ac invictum Caesarem divum Carolum ... ab reverendissimis et illustrissimis principibus ... qua functus est ... Federicus comes palatinus in Molendino regio vlt. Novembris Anno MDXIX (Augsburg: Sigismund Grimm en Marx Wirsung, 1520). Op dat moment lijkt Maximilianus reeds als persoonlijk secretaris van Karel V op te treden die hij bovendien vergezelde op zijn reizen.
Als secretaris van keizer Karel V, voor wie Magellan had gevaren, interviewde Transylvanus de overlevenden van de reis toen Magellans schip Victoria in september 1522 terugkeerde naar Spanje. Deze groep omvatte Juan Sebastián Elcano, Francisco Albo en Hernando de Bustamante. Dit was Maximiliani Transyluani Caesaris a secretis epistola, de admirabili & novissima hispanoru[m] in orientem navigatione, que auriae, & nulli prius accessae regiones sunt, cum ipsis etia moluccis insulis, uitgegeven in Keulen in 1523.
Maximilianus, een leerling van Peter Martyr Vermigli, interviewde de overlevenden van de expeditie toen ze zichzelf presenteerden aan het Spaanse hof in Valladolid in de herfst van 1522. Gretig om zich als schrijver te profileren, schreef hij zijn traktaat De Moluccis Insulis in de vorm van een brief aan Matthäus Lang von Wellenburg, de kardinaal-aartsbisschop van Salzburg, die hem had aanbevolen de interviews met de overlevenden uit te voeren.

## De Moluccis Insulis
Transylvanus had een grote belangstelling voor Magellaans expeditie rond de wereld, maar zijn verslag moet met de nodige voorzichtigheid worden benaderd. Hij nam de getuigenissen van de overlevenden vrijwel kritiekloos over en had bovendien haast om zijn brief te publiceren.
Het verslag van Antonio Pigafetta, de officiële kroniekschrijver van de expeditie en een van de overlevenden, werd in 1525 eerst in Parijs gepubliceerd, maar verscheen pas in 1800 in volledige vorm dankzij Carlo Amoretti. Zo was het Transylvanus' verslag dat Europa als eerste op de hoogte bracht van de reis rond de wereld.
Transylvanus nam de geruchten over de muiterij tijdens Magellaans reis op in zijn verslag en beschreef deze als een “beschamende en vuile samenzwering” onder de Spaanse officieren en bemanning. Over het bloedbad op Cebu, op de Filipijnen, verschilden Pigafetta en Transylvanus van mening over de verantwoordelijke partij. Transylvanus beweerde dat het João Serrão was die Enrique, Magellaans voormalige slaaf, had mishandeld, wat Enrique ertoe aanzette het bloedbad te organiseren. Pigafetta, die zelf niet aanwezig was bij het maal dat een valstrik bleek te zijn, schreef de verantwoordelijkheid echter toe aan Duarte Barbosa.
Een overgebleven exemplaar van de eerste uitgave van Transylvanys' werk is te vinden in de Beinecke Library van de Yale-universiteit. Een tweede editie is te vinden in het Nederlands Scheepvaartmuseum. Princeton University Library heeft exemplaren van uitgaven uit Keulen en Rome.